# Parnassius
Parnassius, niepylak – rodzaj motyli należących do rodziny paziowatych, w stosunku do gatunków posiadających polską nazwę stosuje się też polską nazwę rodzaju niepylak. Podstawową cechą tego rodzaju, od której pochodzi ich nazwa, jest rzadkie ułożenie łusek na skrzydle, dające wrażenie przezroczystości. Inne cechy wspólne wszystkim niepylakom:
- ciało ciemno ubarwione, pokryte włosami jak futrem, ułatwienie absorpcji ciepła
- skrzydła proporcjonalnie większe niż u innych motyli, większa ekspozycja na promienie słoneczne

Wymienione cechy łącznie z przezroczystością skrzydeł, która prawdopodobnie również ma znaczenie w rozgrzewaniu się przed lotem, predysponują ten rodzaj lepiej niż inne motyle do życia w surowszych warunkach.
O poranku słońcolubne niepylaki wdrapują się na rośliny i z rozpostartymi skrzydłami czekają aż ogrzeją je promienie słoneczne. Uaktywnią się dopiero wtedy, gdy temperatura ich ciała podniesie się w wystarczającym stopniu.
W Polsce do tego rodzaju należą niepylak mnemozyna i niepylak apollo.
Lista gatunków:
- Parnassius acco
- Parnassius acdestis
- Parnassius actius
- Parnassius apollo
- Parnassius apollonius
- Parnassius ariadne
- Parnassius arcticus
- Parnassius autocrator
- Parnassius baileyi
- Parnassius boëdromius
- Parnassius bremeri
- Parnassius cardinal
- Parnassius cephalus
- Parnassius charltonius
- Parnassius clodius
- Parnassius davydovi
- Parnassius delphius
- Parnassius dongalaicus
- Parnassius epaphus
- Parnassius eversmanni
- Parnassius felderi
- Parnassius hardwickii
- Parnassius honrathi
- Parnassius glacialis
- Parnassius hide
- Parnassius huberi
- Parnassius hunnyngtoni
- Parnassius hunza
- Parnassius imperator
- Parnassius inopinatus
- Parnassius jacobsoni
- Parnassius jacquemontii
- Parnassius kiritshenkoi
- Parnassius labeyriei
- Parnassius loxias
- Parnassius maharaja
- Parnassius maximinus
- Parnassius mnemosyne
- Parnassius nadadevinensis
- Parnassius nomion
- Parnassius nordmanni
- Parnassius nosei
- Parnassius orleans
- Parnassius patricius
- Parnassius phoebus
- Parnassius przewalskii
- Parnassius széchenyii
- Parnassius schultei
- Parnassius simo
- Parnassius simonius
- Parnassius staudingeri
- Parnassius stenosemus
- Parnassius stoliczkanus
- Parnassius tianschianicus
- Parnassius stubbendorfi
- Parnassius tenedius